# Sepa (Pihtla)
Sepa – wieś w Estonii, w prowincji Sarema, w gminie Pihtla.